# Gran Premio San Giuseppe 2008
Il Gran Premio San Giuseppe 2008, quarantottesima edizione della corsa e valida come evento dell'UCI Europe Tour 2008 categoria 1.2, si svolse il 23 marzo 2008 su un percorso di 140 km. Fu vinta dal polacco Damian Walczak che giunse al traguardo con il tempo di 3h39'00", alla media di 38,35 km/h.
Partenza con 170 ciclisti, dei quali 31 portarono a termine la gara.

## Ordine d'arrivo (Top 10)
| Pos. | Corridore          | Squadra        | Tempo    |
| ---- | ------------------ | -------------- | -------- |
| 1    | Damian Walczak     | MG Kvis        | 3h39'00" |
| 2    | Étienne Pieret     | Vallauris      | a 10"    |
| 3    | Wojciech Dybel     | MG Kvis        | s.t.     |
| 4    | Matej Gnezda       | Radenska       | a 15"    |
| 5    | Jaroslaw Dabrowski | MG Kvis        | s.t.     |
| 6    | Giuseppe De Maria  | Podenzano      | s.t.     |
| 7    | Luca Zanderigo     | Filmop         | a 19"    |
| 8    | Miculà Dematteis   | Vallauris      | s.t.     |
| 9    | Mirko Boschi       | Podenzano      | s.t.     |
| 10   | Vladimir Tuychiev  | U.C. Palazzago | s.t.     |